# Danh sách hãng hàng không Việt Nam ngừng hoạt động
Đây là danh sách hãng hàng không Việt Nam ngừng hoạt động.
| Hãng hàng không           | Hình ảnh | IATA | ICAO | Tín hiệu gọi | Năm hoạt động | Ngừng hoạt động | Ghi chú                                          |
| ------------------------- | -------- | ---- | ---- | ------------ | ------------- | --------------- | ------------------------------------------------ |
| Aigle-Azur Extrême-Orient |          |      |      |              | 1956          | 1960            |                                                  |
| Aigle-Azur Indochine      |          |      |      | AZI          | 1949          | 1956            | Đổi tên/hợp nhất thành Aigle-Azur Extrême-Orient |
| Air Mekong                |          | P8   | MKG  | MEKONG       | 2010          | 2014            |                                                  |
| Air Vietnam               |          | VN   |      | AIR VIETNAM  | 1951          | 1975            | Đổi tên/hợp nhất thành Hàng Không Việt Nam       |
| COSARA                    |          |      |      |              | 1947          | 1954            |                                                  |
| Hàng không Việt Nam       |          | VN   | HVN  |              | 1976          | 1989            | Đổi tên/hợp nhất thành Vietnam Airlines          |
| Indochina Airlines        |          | VP   | AXC  | AIRSPUP      | 2008          | 2009            |                                                  |
| Trai Thien Air Cargo      |          |      |      |              | 2009          | 2011            | Không có chuyến bay nào                          |